# Tyska F3-mästerskapet 2006
Tyska F3-mästerskapet 2006 var ett race som kördes över 20 race. Ho-Pin Tung blev mästare.

## Delsegrare
| Bana         | Vinnare              | Vinnare              |
| ------------ | -------------------- | -------------------- |
| Oschersleben | Ho-Pin Tung          | Joey Foster          |
| Hockenheim   | Joey Foster          | Nico Hülkenberg      |
| Lausitzring  | Ho-Pin Tung          | Ho-Pin Tung          |
| Nürburgring  | Joey Foster          | Joey Foster          |
| Nürburgring  | Ho-Pin Tung          | Ho-Pin Tung          |
| Assen        | Johnny Cecotto Jr.   | Harald Schlegelmilch |
| Lausitzring  | Ho-Pin Tung          | Ferdinand Kool       |
| Assen        | Harald Schlegelmilch | Harald Schlegelmilch |
| Salzburgring | Nathan Antunes       | Ho-Pin Tung          |
| Oschersleben | Ho-Pin Tung          | Ho-Pin Tung          |

## Slutställning
| Plats | Förare               | Poäng |
| ----- | -------------------- | ----- |
| 1     | Ho-Pin Tung          | 145   |
| 2     | Ferdinand Kool       | 99    |
| 3     | Harald Schlegelmilch | 91    |
| 4     | Renger van der Zande | 89    |
| 5     | Nico Hülkenberg      | 78    |
| 6     | Joey Foster          | 76    |